# 青山ファッションカレッジ
専門学校青山ファッションカレッジ（せんもんがっこうあおやまファッションカレッジ）は、東京都港区に所在し学校法人原学園（滋慶学園グループ）が運営する専修学校である。

## 概要
1941年（昭和16年）に服飾研究家・ファッションデザイナーの原のぶ子がアトリエ「原のぶ子服飾研究所」を、1948年（昭和23年）に東京都の認定校として「原のぶ子アカデミー洋裁」を設立した。
設立者の原は戦前にパリに留学し、立体裁断法などの新しい服飾技術を日本に導入した女性である。
1953年（昭和28年）に学校法人原学園として私立学校法に基づく学校法人の認可を受けた。1991年（平成3年）に学校教育法に基づく専修学校の認可を受け、校名を「専門学校青山ファッションカレッジ」へ改称した。
2025年（令和6年）に全国で大学・専門職大学・専門学校・高等学校を運営する滋慶学園グループに入る。

## 設置学科
- ファッションクリエーター科
- ファッションビジネス科
- スタイリスト・コーディネーター科
- ファッションテック科